# Куала
Куала́ (куа, устар. рус. квал, чум) — святилище в традиционной религии удмуртов. Представляет собой небольшую простую срубную постройку с открытым очагом, в которой проводились семейные и календарные обряды жертвоприношения воршуду — покровителю рода.
До заимствования удмуртами избы русского типа обычное их жилище по типу было близко куале. Вместе с тем куала всегда являла собой упрощенную, в сравнении с основным жилищем, постройку; более того, со временем тенденции упрощения нарастали. После принятия христианства утрачивает свое прямое назначение, превращаясь в род летней кухни.
У бесермян куала не имела ритуального назначения, выполняя функции погреба и летней кухни у зажиточных крестьян. Сакральной постройкой выступал амбар вэйкиська́н («куда льют масло»).

## Устройство

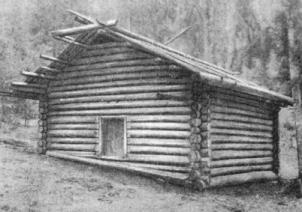
Великая куала близ дер. Кузебаево современного Алнашского района. Начало XX века.

Семейная куала располагалась, как правило, недалеко от дома, во дворе. Куала представляет собой небольшое срубное помещение без пола, потолка и окон, с одной дверью. Крыша двускатная и, как правило, несомкнутая (для выхода дыма). В центре куалы, на земляном полу, располагается каменный очаг. Вдоль стен устанавливаются лавки. Над очагом на балке с помощью цепи и железного крюка подвешивается котёл. В правом переднем углу куалы располагается полка (вроде божницы), под которой иногда устраивают шкаф (для посуды). На полке лежит деревянная доска, прикрытая ветками (обычно берёзы) и свисающей (в виде бороды) осокой. Эта доска называется мудор и является одной из важных деталей куалы. На неё обычно кладутся подношения при молениях о благополучии. Кроме мудора на полке, начиная с XVIII века, обычно ставились иконы. Необходимой и даже основной принадлежностью куалы является «воршудный короб» (удм. воршуд куды), сделанный из луба, скреплённого лыком. В нём, по традиционным представлениям удмуртов, обитает воршуд — дух-покровитель рода. В воршудном коробе, как правило, хранятся:
- беличья шкурка, перевязанная красными нитками;
- крылышко или хвост рябчика;
- несколько перьев тетерева;
- посуда, использующаяся при жертвоприношениях
- кусок специального жертвенного ржаного хлеба
- кусочек дерева

Главными святынями куалы, помимо воршудного короба, считается очаг, находящаяся в нём зола и висящая над ним цепь. Им приписываются магические свойства принесения благополучия.
Куалы бывают двух типов:
- простые, малые (удм. покчи куала), рассчитанные на одну семью;
- большие (удм. бадӟым куала), рассчитанные на несколько семей, целый род-выжы или округу.

## Обряды
В куалах по праздникам совершаются ритуалы почитания богов Инмара, Кылдысина и т. д. Им приносят подношения, оставляя их на мудоре. Раз в году, в определённый день, мудор покрывается новыми ветвями, а старые сжигаются в очаге куалы. Праздничные мероприятия в куале проводятся жрецами, в них участвуют представители семьи или рода. Жрецы перед божницей читают молитвы, испрашивая у богов хорошей погоды, большого урожая, здоровья, благополучия и т. п. Затем в котле на очаге готовится обрядовая каша, обычно из крупы, собранной в складчину, на бульоне, с топлёным маслом и добавлением яиц. Приготовленная каша сначала предлагается жрецами богам, а затем её едят участники обряда.
Куалы смогли пережить массовую христианизацию удмуртов, впитав в себя некоторые христианские элементы (иконы, использование свечей и т. д.). К середине XX века по объективным причинам куалы стали забрасываться и разрушаться. Тем не менее некоторые из них сохранились и по сей день, а в единичных случаях в них начали или продолжают проводить обряды.